# Saint-Mard (Charente-Maritime)
Saint-Mard é uma comuna francesa na região administrativa da Nova Aquitânia, no departamento de Charente-Maritime. Estende-se por uma área de 21,21 km². Em 2010 a comuna tinha 1 226 habitantes (densidade: 57,8 hab./km²).